# ام دی پی ای
ام دی پی ای (انگلیسی: MDPI) یک شرکت ناشر مجلات علمی با دسترسی آزاد است. این شرکت بیش از ۳۹۰ مجله با دسترسی آزاد با بررسی همتایان منتشر می‌کند.